# سبيك وايت
سبيك وايت، إهانة عنصرية يستخدمها الكنديون الناطقون باللغة الإنجليزية ضد أولئك الذين يتحدثون لغات أخرى في الأماكن العامة، خاصة الكنديين الفرنسيين. هذا التعبير المهين ألهم الكاتبة ميشيل لالوند الكيبيكية المتحدثة بالفرنسية، فنظمت شعراً عام 1968. ألقيت القصيدة عام 1970 ونشرت عام 1974. ندّدت القصيدة بسوء حالة اللغة الفرنسية في كيبك وكانت ذات لهجة شكوى جماعية ضد الكيبكيين المتحدثين بالإنجليزية. كانت قصيدتها موجّهة في المقام الأول لكندا الإنجليزية، على الرغم من أنها أشارت إلى رموز من المملكة المتحدة والولايات المتحدة كجون كيتس ووليم شكسبير ونهر التايمز ونهر بوتوماك ووول ستريت كرموز للقمع اللغوي.
عام 1980، تم تحويل قصيدة «سبيك وايت» إلى فيلم قصير من إخراج بيير فالاردو وجوليان بولين. كانت مدة الفيلم ست دقائق وشاركت فيه الممثلة ماري إيكل كملقية للقصيدة. أصدر الفيلم المجلس الوطني الكندي للأفلام.
كما كتب الكاتب المسرحي الإيطالي-الكيبكي ماركو ميكون قصيدة رداً على قصيدة ميشيل عنوانها «سبيك وايت؟»، تصوّر المهاجرين إلى ألوفون (كيبيك) بنفس الطبقة المضطهدة بين الكيبكيين المتحدثين بالفرنسية في كيبيك، ودعت القصيدة إلى مجمتع أكثر شمولاً.
تعتبر قصيدة «سبيك وايت» جزءاً لا يتجزأ من مسرحية ببطل واحد كتبها روبرت ليباج "887" عرضت في تورنتو عام 2015، كما عرضت في مهرجان إدنبرة للفنون الدولية في اسكتلندا في آب (أغسطس) 2015.

## الأصل
«حديث أبيض» أو سبيك وايت، هو إهانة عنصرية، يستخدمها الكنديون الناطقون باللغة الإنجليزية ضد أولئك الذين يتحدثون لغات أخرى في الأماكن العامة. سجّل أندريه لوريندو أدلّة قوية في نشرة صدرت عام 1963 أثناء اجتماع لجنة لوريندو-دنتون مفادها أن الكنديون الإنجليز سيستخدمون هذه العبارة أمام الكنديين الفرنسيين خارج منطقة كيبيك، وتكهّن بأنهم استعاروا هذا التعبير من الولايات المتحدة الجنوبية. كما تشير الأدلة القوية أيضاً إلى أن العبارة استخدمت ضد المهاجرين.

## وصلات خارجية
- قصيدة «سبيك وايت» ترجمة ألبرت هيرينغ
- لا بيانات لهذه المقالة على ويكي بيانات تخص الفن
- NFB Web page (بالفرنسية)[وصلة مكسورة]